# 東京電業協会
一般社団法人東京電業協会（とうきょうでんぎょうきょうかい)は、都内に事業所を持つ大手電気工事事業者で組織する業界団体。東京電業会館を所有している。東京電気技術高等専修学校(東電協スクール)を運営していたが、平成30年3月に閉校した。

## 沿革
- 1930年(昭和5年)5月 - 東京電気工事請負組合として発足。(39社)
- 1940年(昭和15年)9月 - 東京電業懇話会に名称変更。
- 1964年(昭和39年)4月 - 電気工事士養成所設立。会誌「電業経営」第1号を発行。
- 1970年(昭和45年)6月 - 社団法人東京電業協会となる。
- 2013年(平成25年)4月 - 一般社団法人に移行。
- 2014年(平成26年)4月 - 通常会員126社、賛助会員26社。

## 概要
- 入会資格は電気工事業の登録だけではなく、建設業の許可となっている。
- 実際の会員は、業界を代表する大手企業が大半である。
- 東京電業会館には、日本電設工業協会が所在し密接な連携をとっている。
- 同様に都内の中堅電気工事事業者では、東京都電設協会を組織しており協力関係にある。

## 事業
- 調査研究事業。(電気工事業・建設業に関する情報収集・情報分析)
- 普及啓発事業。(会誌「電業経営」の発行。ＨＰの運営など)
- 社会貢献事業。(東京都教育庁との防災協定など)
- 講習会事業。(新入社員電設技術安全教育講習会や電気工事士などの講習会)
- 交流促進事業。(関係諸団体との連携、サークル活動など)
- 収益事業。(東京電業会館の運営、団体保険の取り扱いなど)